# روبرت فویلگن
روبرت فویلگن (آلمانی: Robert Feulgen؛ ۲ سپتامبر ۱۸۸۴ – ۱۹۵۵) یک شیمی‌دان اهل آلمان بود.